# 이프로
이프로(본명: 이훈성, 1974년 9월 14일 ~ )는 대한민국의 가수이다.

## 학력
- 동아방송대학교 방송연예학과

## 연기 활동

### 영화
- 2012년 《철가방 우수氏》 ... 정 대리 역

## 음반
- 2007년 오빠 말은 뻥이야
- 2009년 Hot Guy & Dangerous
- 2014년 삐까뻔쩍